# سن لئون (تگزاس)
سن لئون (به انگلیسی: San Leon) یک منطقهٔ مسکونی در ایالات متحده آمریکا است که در شهرستان گلوستون، تگزاس واقع شده‌است. سن لئون ۱۳٫۴ کیلومتر مربع مساحت و ۴٬۹۷۰ نفر جمعیت دارد و ۳ متر بالاتر از سطح دریا واقع شده‌است.